# Otto Sohre

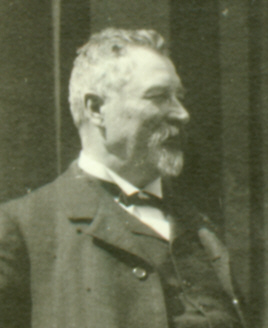
Otto Sohre (um 1900)

Otto Wilhelm Sohre (* 19. April 1853 in Lommatzsch; † 10. Juli 1926 in Berlin) war ein deutscher Architekt und Baumeister des späten 19. Jahrhunderts in Berlin. Ein Teil seiner Bauten ist erhalten und steht unter Denkmalschutz.

## Leben und Wirken
Otto Sohre wurde am 19. April 1853 in der kleinen Landstadt Lommatzsch im sächsischen Landkreis Meißen geboren. Seine Eltern waren der Tischlermeister Karl Friedrich Wilhelm Sohre und dessen Ehefrau Josephine Henriette, geb. Holde. Nach dem Schulbesuch in seiner Heimatstadt nahm er 1867 zunächst eine Lehre als Zimmerer in Reudnitz auf und studierte anschließend an der Königlichen Bauschule Leipzig (einer Vorgängerin der heutigen Hochschule für Technik, Wirtschaft und Kultur Leipzig).

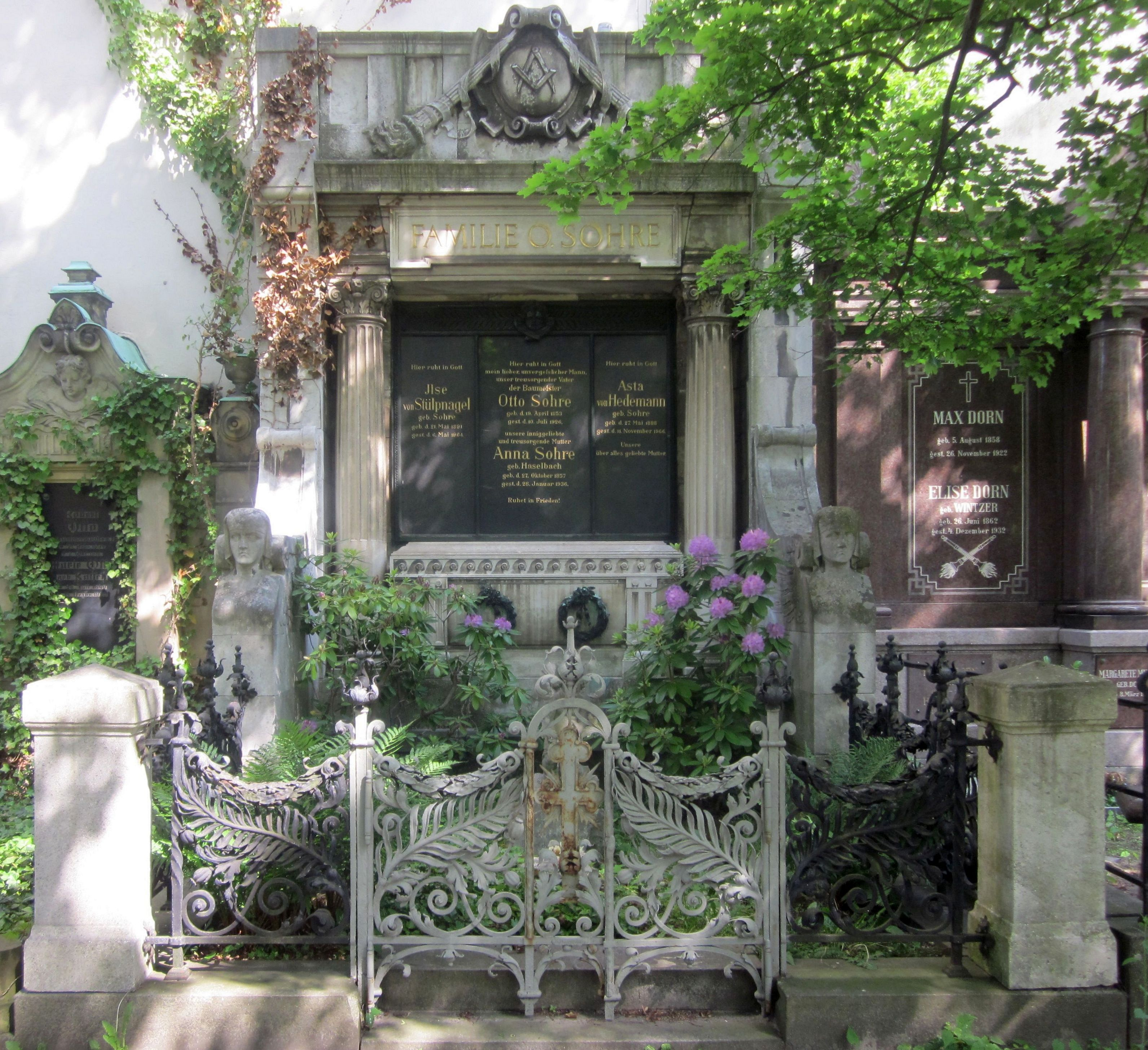
Grabmal von Otto Sohre, seiner Ehefrau Anna und seiner Töchter Ilse und Asta

Mit 29 Jahren ließ er sich als selbständiger Baumeister in Berlin nieder. Im Adressbuch firmierte er als Architect, Maurer- u. Zimmermstr, Ausführ. v. Bauten j. Art, General-Entreprise. Am 17. Mai 1882 heiratete Sohre in Berlin die aus Liegnitz stammende Anna Emma Luise Haselbach (1857–1936). Aus dieser Ehe gingen drei Töchter hervor; eine von ihnen starb im Alter von drei Jahren.
Lange Jahre war Otto Sohre Vorsitzender und Ehrenvorsitzender des Deutschen Kriegervereins „König Albert von Sachsen“ in Berlin. In dieser Stellung nahm er an den Staatsbegräbnissen der sächsischen Könige Albert (1902) und Georg (1904) teil. Im Jahre 1893 wurde er mit dem Ritterkreuz II. Klasse des Albrechts-Ordens ausgezeichnet.
Am 5. Mai 1884 wurde Sohre in die Freimaurerloge Zu den drei goldenen Schlüsseln aufgenommen, wovon auch sein mit Zirkel, Winkelmaß und zwei Sphingen geschmücktes Erbbegräbnis an der Ostmauer des Alten Luisenstädtischen Friedhofs zeugt.
Otto Sohre starb am 10. Juli 1926 im Alter von 73 Jahren in seiner Wohnung in Berlin-Charlottenburg. Im Familiengrab fanden später auch seine Ehefrau und seine beiden Töchter Asta (* 1888) und Ilse (* 1891) ihre letzte Ruhestätte.

## Familie
Sohres jüngere Tochter Ilse Margarethe war ab 1910 in erster Ehe mit Olof Ulrich Lothar von Seydlitz-Kurzbach (1885–1945) verheiratet. Aus dieser Ehe gingen drei Kinder hervor, darunter sein Enkelsohn Friedrich Wilhelm von Seydlitz-Kurzbach (1914–2009), der spätere Vorstands- und Aufsichtsratsvorsitzende der Paul Hartmann AG. Die Scheidung und nachfolgende zweite Eheschließung Ilses im Jahr 1929 mit dem General und Militärbefehlshaber in Frankreich, Otto von Stülpnagel, erlebte Sohre nicht mehr.

## Auszeichnungen
- 1893: Ritter II. Klasse des Albrechts-Ordens

## Bauten

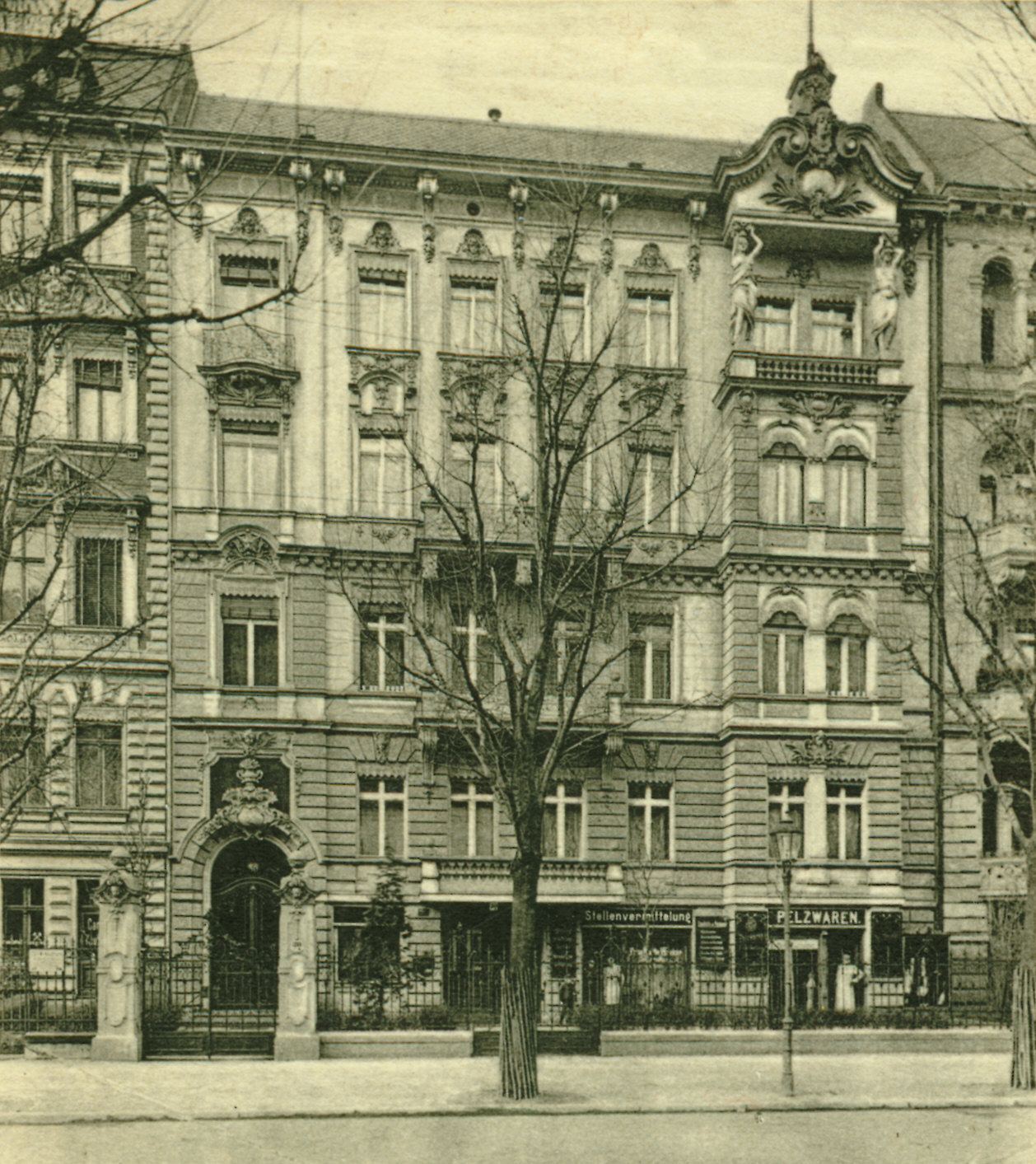
Kurfürstendamm 30, um 1900

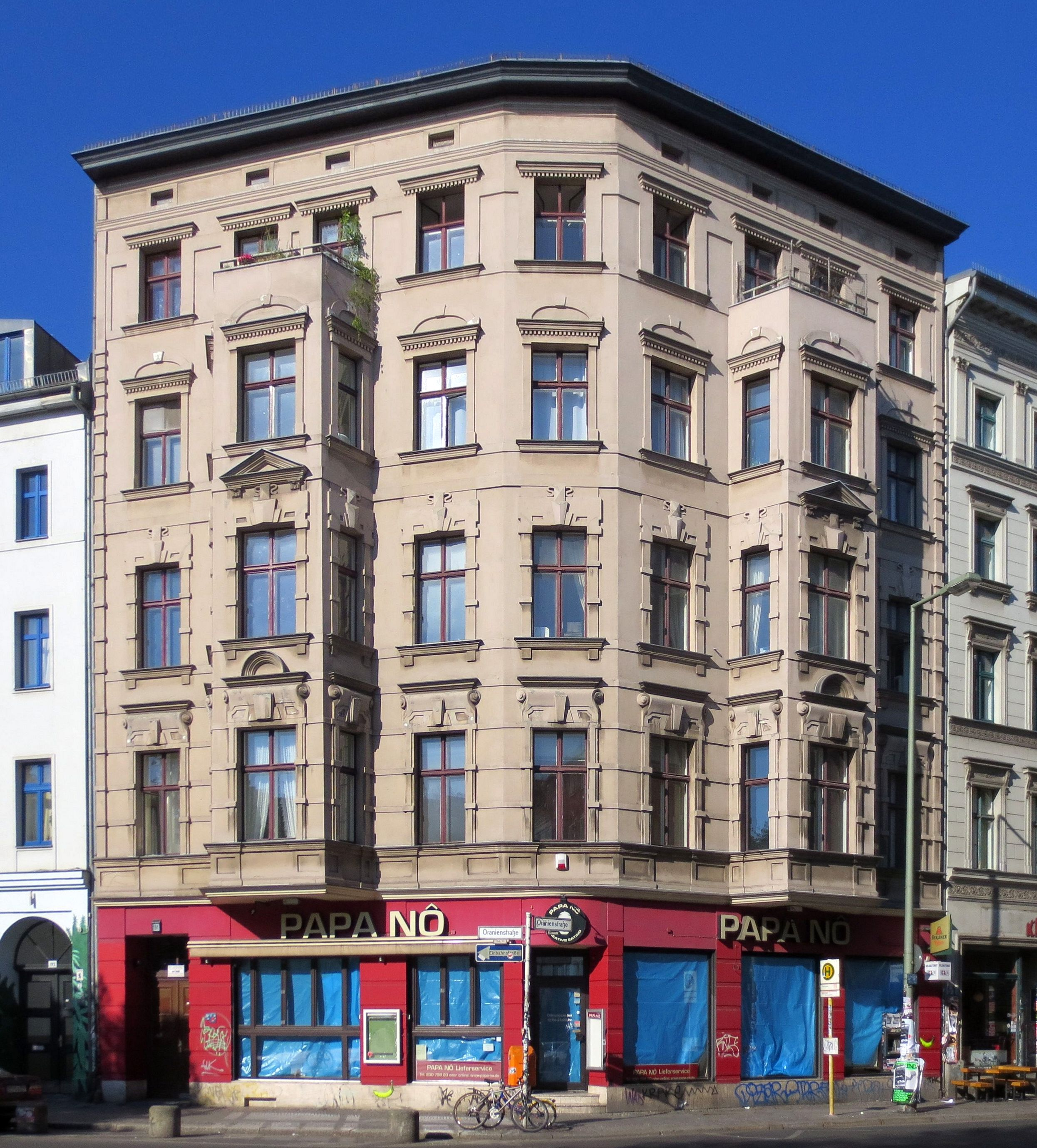
Oranienstraße 191 / Rio-Reiser-Platz

- 1885–1886: Mehrfamilienwohnhaus Winterfeldtstraße 31[7]
- 1886: Mehrfamilienwohnhaus Oranienstraße 192 (am Rio-Reiser-Platz)[8]
- 1886–1888: Mehrfamilienwohnhaus Oranienstraße 191 (am Rio-Reiser-Platz)[9]
- 1887: Mehrfamilienwohnhaus Goltzstraße 24 / Winterfeldtstraße 45[10][11]
- 1892: Mehrfamilienwohnhaus Kurfürstendamm 30,[12] zeitweise im Besitz des ehemaligen Immobilienunternehmers Jürgen Schneider, der es aufwendig sanierte
- 1898/99: Kaufhaus A. Tidemann Nachf., Kronenstraße 28; Grundriss und Bauausführung zusammen mit Fritz A. Wanckel; Fassadenentwurf von Otto Rieth[13]